# Pteris orizabae
Pteris orizabae là một loài thực vật có mạch trong họ Pteridaceae. Loài này được M. Martens & Galeotti miêu tả khoa học đầu tiên năm 1842.